# ÖBB 1072 sorozat
Az ÖBB 1072 sorozat egy osztrák 1'B1 tengelyelrendezésű, 15  kV 16,7 Hz áramrendszerű villamosmozdony-sorozat volt.
Az LWP Ewp (később ÖBB 1072 sorozat az Elektrische Lokalbahn Wien-Landesgrenze nächst Hainburg (L.W.P.) 1'B1 tengelyelrendezésű, 15  kV 16,7 Hz áramrendszerű villamosmozdony-sorozata volt, amelyet a Pressburgi vasúton használtak.  1914-ben és 1916-ban gyártotta az SGP. Összesen nyolc db készült belőle. Az ÖBB 1975-ben selejtezte a sorozatot.

## Története
A mozdonyokat 1913-tól szállították le. A pozsonyi vasút 1914-es megnyitásakor kezdetben hat, 1-től 6-ig számozott gép állt rendelkezésre, a 6-os számú a Pozsony Országhatárszéli Helyiérdekű Villamos Vasút (P.O.H.É.V.) magyar alvállalaté volt. 1916-ban további két mozdonyt szállítottak le 7-es és 8-as számmal. 1921-től az Osztrák Szövetségi Vasutak (BBÖ) vette át a vonal üzemeltetését, a mozdonyokat BBÖ 1005.01-08-as mozdonyoknak nevezték el, és az akkori Groß-Schwechat vonatszállító állomáson állomásoztak.
Ausztria 1938. március 12-i Német Birodalomhoz való csatolása után a BBÖ-t beolvasztották a Deutsche Reichsbahn (DR) vállalatba, amely a mozdonyoknak az DRB E 72-es sorozatjelzést adta.
1953-tól a mozdonyok ÖBB 1072-es sorozatúak lettek. Az 1950-es évek végén a háború után megmaradt hat mozdonyt modernizálták. Új hegesztett karosszériát, új áramszedőket és vákuumfékek helyett légfékeket kaptak.
Ezek a gépek 56 tonnás üzemi tömegükkel és 60 km/h maximális sebességükkel tipikus helyi vasúti mozdonyok voltak, és már nem illettek bele a "modern korba". Ennek ellenére 1975-ig még vontatási szolgálatot teljesítettek, majd fokozatosan felváltották őket az ÖBB 4030 sorozat többrészes motorvonatai.
Az 1072.04 1975-ben az 1072.01 téves számot kapta. A forgalomból való kivonása után 1977-től 1986-ig Weilheim in Oberbayern állomás mozdonyházában tárolták. 1977-től 1986-ig a mozdonyt a Vasutak Barátainak Egyesülete (VEF) egy német vasúti gyűjtőtől vásárolta meg, és 2014. szeptember 21-én a Strasshofi Vasúttörténeti Múzeumból egy segédvonattal együtt a Schwechati Vasúttörténeti Múzeumba szállították. 2018 januárjáig az 1072.05 nem állt nyilvánosan Marcheggben, és a műszaki múzeum megbízásából az említett időszakban selejtezték. Ez azt jelenti, hogy ebből a sorozatból már csak egy mozdony maradt fenn.